# 美國隊長 (電影)
《美國隊長：復仇者先鋒》（英語：Captain America: The First Avenger）是一部於2011年上映的美國超級英雄電影，改編自漫威漫畫旗下的超級英雄美國隊長的故事，由漫威影業製作，並由派拉蒙影業負責出品及發行。該片為漫威电影宇宙系列中的第5部作品，亦为最后一部由派拉蒙影业制作及发行的漫威电影宇宙的作品。喬·約翰斯頓執導，克里斯多佛·馬庫斯与史蒂芬·麥費利共同編劇，由克里斯·伊凡、湯米·李·瓊斯、雨果·威明、海莉·艾特沃、賽巴斯汀·史坦、多明尼克·庫柏、尼尔·麦克唐纳、德瑞克·路克及史丹利·圖奇主演。背景主要設定於二次世界大戰期間，講述了史提芬·羅傑斯，一位來自布魯克林的體弱男孩的故事，史提芬被注入血清后，被改造成超級士兵「美國隊長」，而且他必須奮力阻止紅骷髏凭借「宇宙魔方」來統治世界的陰謀。
電影於2011年7月19日在好萊塢首映，美國則於同年7月22日發行。本片收穫了影評人的積極評价，並在商業方面取得成功，全球總票房逾3.7億美元。藍光及DVD版本於2011年10月25日推出。續集《美國隊長2：酷寒戰士》的上映日期設在2014年4月4日。

## 劇情
2012年，一群科學家在北極冰層上找到一架墜毀沉冰數十年的大型飛機，進入內部探查時尋獲一個被冰封住的藍紅星條「盾牌」。1942年3月，第二次世界大戰期間，德佔挪威滕斯貝格遭納粹德國屬下的神秘犯罪組織「九頭蛇」大舉進攻，首領約翰·施密特闖入一座教堂，尋獲一個被封存多年的外星文物宇宙魔方，離開前槍殺試圖警告他的修士，並摧毀整座村莊以實施滅口。
居住在紐約布魯克林的少年史提芬·羅傑斯因為看不慣德國在歐洲的暴行，決心參軍為國效力，但因身軀矮小且體弱多病而連續五次申請都被拒絕。史提芬陪同他的摯友巴奇·巴恩斯前往在皇后區舉辦的「未來世界博覽會」，慶祝巴奇在前往歐洲參戰前的最後一晚。史提芬決定再次到當地的募兵處碰碰運氣，在場的軍方科學家亞拉伯罕·艾斯金偶然聽見史提芬對從軍的熱情，賞識他的決心之下動用人際關係讓他通過體檢，並將他列入軍方秘密科學計畫的候選人之一。成功入伍的史提芬開始嚴格訓練，儘管體能不好、排名榜末但依然永不放棄，並在一次手榴彈考驗之中展現出非凡的勇氣。與此同時，施密特命令科學家阿尼姆·索拉提煉出魔方的能量，成功將能量與九頭蛇研發的高科技武器融合。他認為實驗成果足以改變世界格局，便將德國本土也列入襲擊目標之一。
實驗當天，史提芬體內被注入艾斯金研發的「超級士兵血清」，隨著能量值達到百分之百，史提芬從一名柔弱男子轉變成一名高大威猛的超級士兵。就在所有人慶賀時，一名冒充美國國務院官員的九頭蛇組織間諜趁機搶走最後一瓶血清，並在槍殺艾斯金後逃跑。憤怒的史提芬全力追逐間諜，在他企圖乘坐一架小型潛水艇逃跑時將他抓回，但間諜喊著「九頭蛇萬歲」的宣言後立刻服毒自盡。首次見識到九頭蛇的行事手段，菲利普上校決定跟佩姬·卡特和霍華·史塔克一同前往歐洲，參議員則讓史提芬成為軍方代言人來募集戰爭債券，并為其定下「美國隊長」這個名號。史提芬雖然就此成為家喻戶曉的大明星，但來到西歐前線後却惹來一眾士兵的嘲笑，由此意識到自己只是政府用來募款的“小丑”。當他從一群107營的傷兵的口中得知好友巴奇已經被敵軍俘虜的消息後，决定不顧軍令前去營救他。
靠佩姬和霍華的幫助，史提芬潛入九頭蛇的武器制造廠，釋放所有戰俘後救出即將被送去做某種人體實驗的巴奇。施密特啟動基地自毀後站在樓頂上與史提芬對峙，撕下其臉龐後展示他在經歷艾斯金最初的實驗後留下的「紅色面孔」，揚言他們倆早已超越人類。救援行動成功的史提芬帶領所有的戰俘返回營區，獲得所有人的鼓掌和歡呼。史提芬此後便到前線作戰，與巴奇和幾名被救出的士兵提摩西·杜根、蓋比·瓊斯和吉米·森田等人組成咆哮突擊隊，聯合摧毀九頭蛇的大部分基地和工廠，同時在一場雪山貨運火車的任務中抓獲索拉，但巴奇作戰時不幸墜下山崖而宣告陣亡。
因摯友喪生而陷入悲憤的史提芬，靠索拉口中的情報獨自衝入九頭蛇位於阿爾卑斯山的總部。史提芬首先獨自上陣故意被俘，从而達到聲東擊西的目的。佩姬則率領突击队全面進攻總部，令敵軍幾近全軍覆沒。施密特搭上他用來摧毀各國主要城市用的轟炸機飛離基地，而菲利普和佩姬则駕駛施密特的專車及時將史提芬送上飛機。史提芬與施密特在駕駛艙中展開最終對決，兩者的打鬥不慎使能量機器受损，當施密特空手握住魔方檢查時，魔方突然釋出一股巨大能量，讓施密特消失於能量形成的蟲洞之中。魔方隨即熔通飛機落入海中，而史提芬得知飛機受損嚴重，加上航向將是家鄉紐約，因此決定做出犧牲、將飛機迫降在附近冰面上。史提芬陪通讯设备另一頭的佩姬進行最後的談心，兩人約定好在下次見面時共舞，信號隨著墜機而斷訊，留下佩姬泣不成聲。
戰爭結束後，世界歡慶歐洲解放，眾突擊隊成員舉杯紀念英勇犧牲的史提芬。霍華在北極冰河中嘗試尋找史提芬時，找到掉在海底的魔方而將其封存。後來，史提芬突然從一間地點未知的病房中醒來，一名女子進來向他打招呼。但史提芬卻因收音機播放過時的美國職棒比賽而發覺時代錯誤，衝出去時發現該病房只是布景，逃出大樓後奔跑至現代的紐約市時報廣場。神盾局局長尼克·福瑞現身幫他解圍，向史提芬表示他已經沉睡七十年。在片尾彩蛋中，剛迎接現代的史提芬在一間拳擊場安頓下來，而福瑞前來拜訪史提芬，聲稱世界現在需要他來拯救。

## 演員

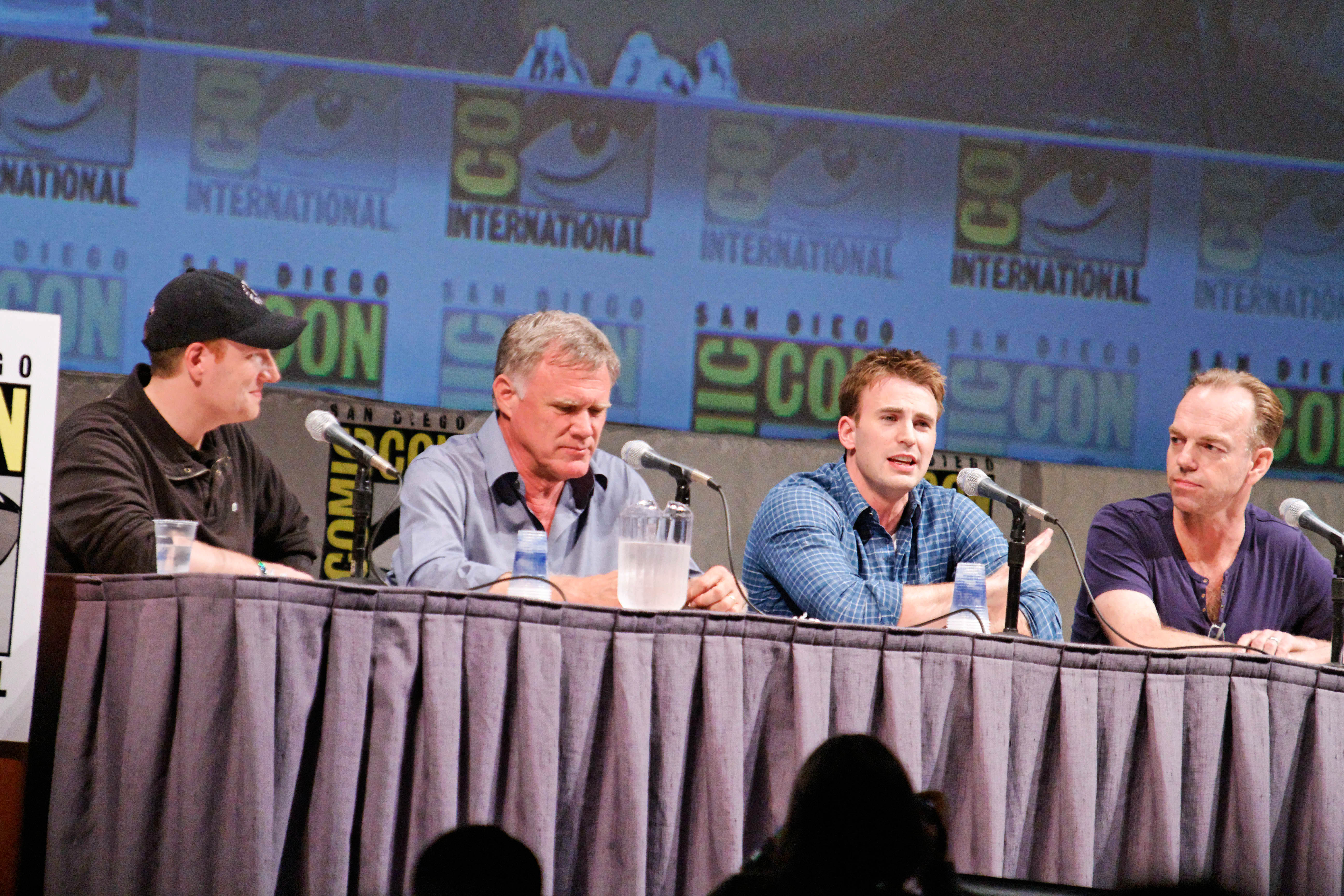
凱文·費吉、喬·約翰斯頓、克里斯·伊凡及雨果·威明出席2010年聖地牙哥國際漫畫展。

- 克里斯·伊凡 飾演 史提芬·羅傑斯／美國隊長

一名體弱多病的年輕人，透過實驗血清將人體機能提升到極致，以在第二次世界大戰時期為美國效力。
- 湯米·李·瓊斯 飾演 查斯特·菲利普（英语：Chester Phillips）

美國陸軍上校，史提芬的上司，改造超級士兵計畫的領導人。
- 雨果·威明 飾演 約翰·施密特／紅骷髏

犯罪組織九頭蛇的指揮官，計劃利用宇宙魔方來統治世界。
- 海莉·艾特沃 飾演 佩姬·卡特

新兵女教官，菲利普的同事，對史提芬有好感。
- 賽巴斯汀·史坦 飾演 巴奇·巴恩斯

美國陸軍軍士，史提芬的摯友及咆哮突擊隊員。
- 多明尼克·庫柏 飾演 霍華·史塔克

「鋼鐵人」東尼·史塔克的父親，在二戰時期為美國政府工作。
- 尼爾·麥當諾 飾演 提摩西·「唐·唐」·杜根（英语：Dum Dum Dugan）

咆哮突擊隊員。
- 德瑞克·路克 飾演 蓋比·瓊斯（英语：Gabe Jones）

咆哮突擊隊員。
- 肯尼斯·崔（英语：Kenneth Choi） 飾演 吉米·森田（英语：Jim Morita）

日裔美國人，咆哮突擊隊員。
- 布魯諾·里奇 飾演 札克·德尼爾

法國人，咆哮突擊隊員。
- 約翰·約瑟夫·菲爾德 飾演 詹姆斯·蒙哥馬利·佛斯沃

英國人，咆哮突擊隊員。
- 史丹利·圖奇 飾演 亞拉伯罕·艾斯金（英语：Abraham Erskine）

創造超級士兵血清的科學家。
- 山繆·傑克森 飾演 尼克·福瑞

神盾局的局長，於片尾客串，協助史提芬回歸世界。
- 托比·琼斯 飾演 阿尼姆·索拉

納粹黨的生化學家，為九頭蛇的主要科學家。

## 發行

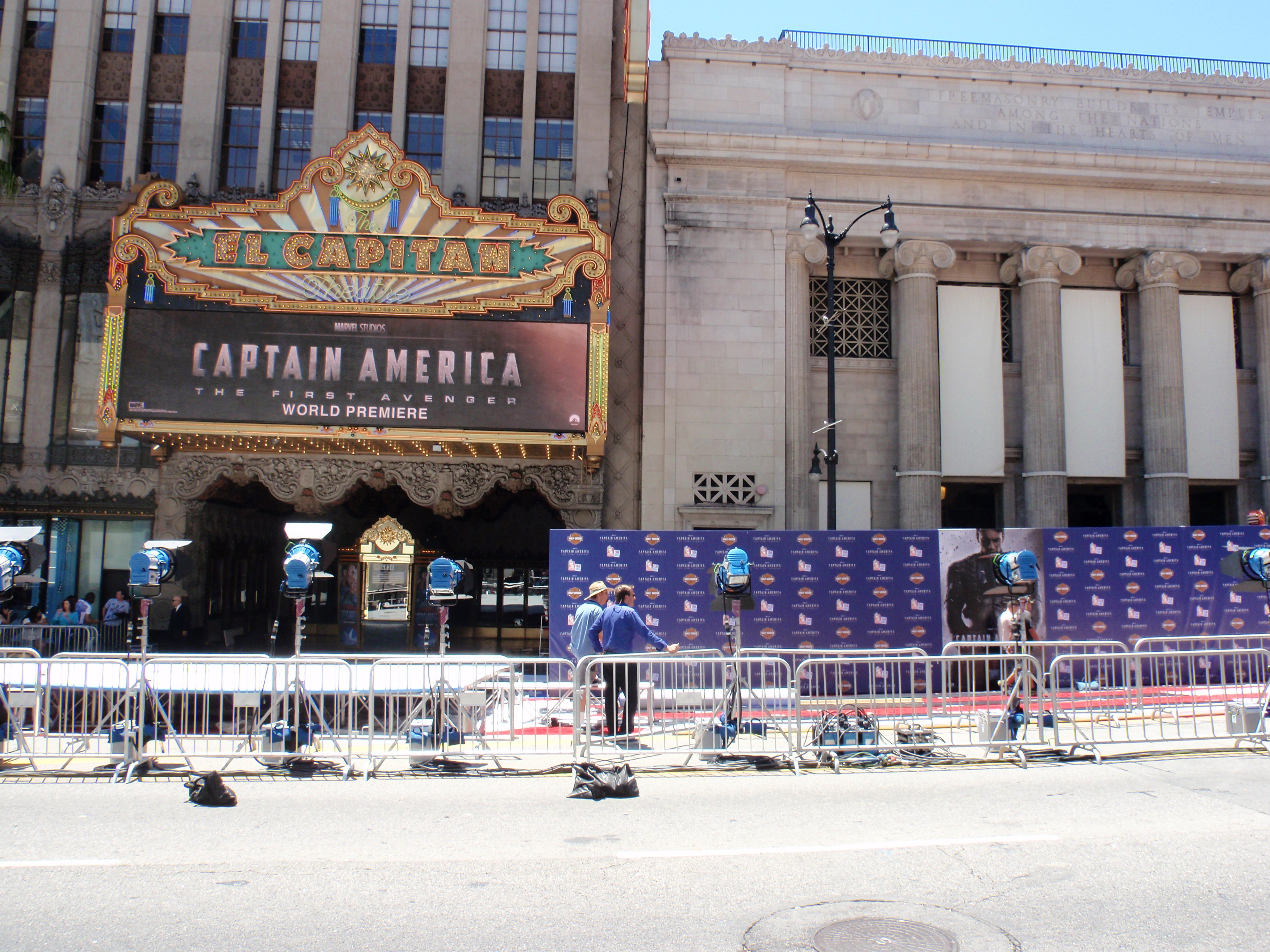
照片為位在好萊塢加利福尼亚州的埃爾卡皮坦劇院，於電影首映前所攝。

《美國隊長：復仇者先鋒》的全球首映禮定在2011年7月19日於好萊塢加利福尼亞的埃爾卡皮坦劇院舉行。該片也於同年7月21日在聖地牙哥國際漫畫展上放映。7月22日開始在美國和加拿大發行。

## 迴響

### 评价
該片獲得多數影評人的好評。根据評論匯總网站爛番茄汇总的276篇评论文章，80%的评论家给予该作正面评价，使之獲得「認證新鮮」標識，平均打分为7分（满分10分）。在Metacritic上，43位影評人共給予了66分的分數（滿分100分），這部電影獲得了「普遍好評」。據CinemaScore調查，觀眾的平均評價於A+至F間落於「A-」。

### 票房
電影在北美的總票房為1.767億美元，其他地區1.939億美元，全球共計3.706億美元。
《美國隊長：復仇者先鋒》於2011年7月22日在美國開始發行，並在午夜場中進帳400萬美元，較同年早些時候上映的超級英雄電影《雷神索爾》、《綠光戰警》及《X戰警：第一戰》來得高，而這三部的午夜場收入皆落在325萬至350萬美元之間。星期五，電影於美國及加拿大收穫2,570萬美元，位居票房冠軍。《美國隊長：復仇者先鋒》在其首映週共收益6,510萬美元，其成績為2011年超級英雄電影中的第二高，僅次於《雷神索爾》（6,570萬美元）。該片也是以二次世界大戰為背景的電影之中，票房排名第三高的一部，列於《搶救雷恩大兵》及《珍珠港》之後。
台灣方面，最終全台票房為新台幣1.22億元。

### 榮譽
| 年份   | 獎項          | 類別                     | 獲提名者                                    | 結果 | 參考資料 |
| ------ | ------------- | ------------------------ | ------------------------------------------- | ---- | -------- |
| 2011年 | 青少年票選獎  | 電影選擇獎：夏季電影     | 《美國隊長：復仇者先鋒》                    | 提名 | [ 20 ]   |
| 2011年 | 青少年票選獎  | 電影選擇獎：夏季電影男星 | 克里斯·伊凡                                 | 提名 | [ 20 ]   |
| 2011年 | 尖叫獎        | 最佳尖叫獎               | 《美國隊長：復仇者先鋒》                    | 提名 | [ 21 ]   |
| 2011年 | 尖叫獎        | 最佳科幻電影             | 《美國隊長：復仇者先鋒》                    | 提名 | [ 21 ]   |
| 2011年 | 尖叫獎        | 最佳科幻電影女主角       | 海莉·艾特沃                                 | 提名 | [ 21 ]   |
| 2011年 | 尖叫獎        | 最佳科幻電影男主角       | 克里斯·伊凡                                 | 提名 | [ 21 ]   |
| 2011年 | 尖叫獎        | 最佳反派                 | 雨果·威明飾演紅骷髏                         | 提名 | [ 21 ]   |
| 2011年 | 尖叫獎        | 最佳超級英雄             | 克里斯·伊凡飾演美國隊長                     | 獲獎 | [ 21 ]   |
| 2011年 | 尖叫獎        | 最佳男配角               | 湯米·李·瓊斯                                | 提名 | [ 21 ]   |
| 2011年 | 尖叫獎        | 突破性的女性演出         | 海莉·艾特沃                                 | 提名 | [ 21 ]   |
| 2011年 | 尖叫獎        | 年度打鬥場景             | 最終決戰：美國隊長 vs. 紅骷髏               | 提名 | [ 21 ]   |
| 2011年 | 尖叫獎        | 最佳3D電影               | 《美國隊長：復仇者先鋒》                    | 提名 | [ 21 ]   |
| 2011年 | 尖叫獎        | 最佳漫畫電影             | 《美國隊長：復仇者先鋒》                    | 提名 | [ 21 ]   |
| 2012年 | BMI電影電視獎 | 電影音樂獎               | 亞倫·席維斯崔                               | 獲獎 | [ 22 ]   |
| 2012年 | 全美民選獎    | 最受歡迎電影超級英雄     | 克里斯·伊凡                                 | 提名 | [ 23 ]   |
| 2012年 | 帝國獎        | 最佳科幻/奇幻片          | 《美國隊長：復仇者先鋒》                    | 提名 | [ 24 ]   |
| 2012年 | MTV電影大獎   | 最佳英雄                 | 美國隊長                                    | 提名 | [ 25 ]   |
| 2012年 | 土星獎        | 最佳科幻電影             | 《美國隊長：復仇者先鋒》                    | 提名 | [ 26 ]   |
| 2012年 | 土星獎        | 最佳男主角               | 克里斯·伊凡                                 | 提名 | [ 26 ]   |
| 2012年 | 土星獎        | 最佳男配角               | 史丹利·圖奇                                 | 提名 | [ 26 ]   |
| 2012年 | 土星獎        | 最佳音樂                 | 亞倫·席維斯崔                               | 提名 | [ 26 ]   |
| 2012年 | 土星獎        | 最佳藝術執導             | 瑞克·海因里希斯                             | 提名 | [ 26 ]   |
| 2012年 | 土星獎        | 最佳服裝                 | 安妮·B·謝派德                               | 提名 | [ 26 ]   |
| 2012年 | 土星獎        | 最佳特效                 | 馬克·索珀、克里斯多佛·湯森德和保羅·寇爾博德 | 提名 | [ 26 ]   |

## 續集
續集《美國隊長2：酷寒戰士》改由羅素兄弟執導，於2014年4月4日在美國上映。克里斯·伊凡、賽巴斯汀·史坦、海莉·艾特沃、托比·琼斯與山謬·傑克森皆會回歸在續集中飾演美國隊長、酷寒戰士、佩姬·卡特、阿尼姆·索拉及尼克·福瑞。史嘉蕾·喬韓森、安東尼·麥基和勞勃·瑞福則分別在續集中飾演娜塔莎·羅曼諾夫／黑寡婦、山姆·威爾森／獵鷹與亞歷山大·皮爾斯。
而系列第三作《美國隊長3：英雄內戰》於2016年5月6日在美國上映，仍由羅素兄弟擔任導演。克里斯·伊凡、史嘉蕾·喬韓森、賽巴斯汀·史坦和安東尼·麥基皆回歸詮釋於《美國隊長2：酷寒戰士》中的角色，而小勞勃·道尼則在該片裡飾演東尼·史塔克／鋼鐵人，保羅·彼特尼、傑瑞米·雷納、唐·奇鐸、伊莉莎白·歐森、保羅·路德與威廉·赫特則分別飾演幻視、克林特·巴頓／鷹眼、詹姆斯·羅德／戰爭機器、汪達·麥西莫夫／緋紅女巫、史考特·朗恩／蟻人及撒迪厄斯·羅斯，這些演員都曾在先前的漫威宇宙電影（MCU）中以其角色出演，且新增了兩名超級英雄角色，查德維克·博斯曼和湯姆·霍蘭德分別飾演帝查拉／黑豹和彼得·帕克／蜘蛛人。

## 轶事
饰演美国队长的克里斯·伊凡在拍摄期间，全是戴着假髮和假头皮上阵。原因是制作组认为他原来的发型不夠整齐和造形不符合美国队长的气质，再加上拍摄时要长期维持他的髮色和长度也很麻烦，所以决定打造一顶假发让他呈现最完美的美国队长角色。

## 備註
1. 1 2  2013年7月，該系列電影的發行權從派拉蒙影業轉交給華特迪士尼影業集團[2][3][4]。
2. ↑  依照漫威電影宇宙上映次序。
3. ↑  依照漫威電影宇宙中故事發生的時間次序，參見漫威电影宇宙#時間線。
4. ↑  後續劇情參見2014年電影《美國隊長2》。
5. ↑  後續劇情參見2018年電影《復仇者聯盟3：無限之戰》。
6. ↑  後續劇情參見2012年電影《復仇者聯盟》。